# لورا أوسوليفان
لورا أوسوليفان (بالإنجليزية: Laura O'Sullivan)‏ (23 أغسطس 1991 بويلز في المملكة المتحدة - ) هي لاعبة كرة قدم بريطانية في مركز حراسة المرمى.

## وصلات خارجية
- لورا أوسوليفان على موقع الاتحاد الأوربي (الإنجليزية)
- لورا أوسوليفان على موقع قاعدة بيانات كرة القدم.إي يو (الإنجليزية)
- لورا أوسوليفان على موقع Soccerway.com (الإنجليزية)